# Sainte-Christine-d'Auvergne
Sainte-Christine-d'Auvergne es un municipio canadiense situado en la provincia de Quebec.

## Superficie
Sainte-Christine-d'Auvergne tiene una superficie de 143,6 km².

## Demografía
En 2021, tenía 617 habitantes, una densidad poblacional de 4,3 hab./km², y 485 viviendas.